# Maktoem III bin Rasjid Al Maktoem
Sjeik Maktoem III bin Rasjid Al Maktoem (Arabisch: الشيخ مكتوم بن راشد  آلمكتوم) (Al Shindagha, Dubai 1943 - Gold Coast, 4 januari 2006) was de emir van Dubai en minister-president en vicepresident van de Verenigde Arabische Emiraten. Internationaal was hij ook bekend als mede-eigenaar van de Godolphin-stallen van Dubai. 
Hij werd geboren in Al Shindagha in Dubai. Op 9 december 1971 werd hij minister-president van de Verenigde Arabische Emiraten en werd later opgevolgd door zijn vader sjeik Rasjid bin Said Al Maktoem op 25 april 1979. Na de dood van zijn vader op 7 oktober 1990 hervatte hij de post van minister-president en werd bovendien emir van Dubai. Hij bekleedde deze twee posten tot zijn dood op 4 januari 2006. Hij werd door zijn broer sjeik Mohammed bin Rasjid Al Maktoem opgevolgd.
Sjeik Maktoem bestuurde het emiraat Dubai samen met zijn twee broers, sjeik Mohammed (kroonprins en Minister van Defensie) en sjeik Hamdan (Minister van Financiën) van de Verenigde Arabische Emiraten. 
Voor een korte tijd, 2 en 3 november 2004, trad sjeik Maktoem op als waarnemend president van de Verenigde Arabische Emiraten na het overlijden van sjeik Zayid bin Sultan al Nuhayyan. Op 4 november 2004 werd sjeik Khalifa bin Zayed Al Nahayan uitgeroepen tot president van de Verenigde Arabische Emiraten.